# تروفل
التروفل هو نوع من أنواع حلويات الشوكولاتة، والتي تكون مصنوعة على شكل كرات صغيرة ذات حشوة مركزية من كريمة الشوكولاتة، وتكون مغطاة إما بالشوكولاتة أو مسحوق السكر أو مسحوق الكاكاو أو بقطع من المكسرات مثل البندق أو اللوز أو جوز الهند.
يمكن أن تستبدل الحشوة بمواد أخرى غير كريمة الشوكولاتة مثل قشطة الحليب أو الشوكولاتة المذابة أو الكراميل أو غير ذلك.
يشتق اسم تروفل من الكلمة الإنجليزية truffle والتي تعني كمأة، حيث أن حلوى التروفل تشبهها بالشكل الخارجي.

## اقرأ أيضاً
- شوكولاتة التغطية